# Festival van San Remo 1972
Het Festival van San Remo 1972 was de 22ste editie van de liedjeswedstrijd. Voor het eerst sinds 1966 werd de winnaar nog eens naar het Eurovisiesongfestival gestuurd waar Nicola de zesde plaats in de wacht sleepte. Het zou tot 1997 duren vooraleer de winnaar van San Remo opnieuw naar het Songfestival ging.

## Finale
1. I giorni dell'arcobaleno (Nicola di Bari, Dalmazio Masini e Piero Pintucci) Nicola di Bari
2. Come le viole (Peppino Gagliardi e Gaetano Amendola) Peppino Gagliardi
3. Re di denari (Soling e Franco Migliacci) Nada
4. Vado a lavorare (Franco Migliacci, Petaluma, Marcello Marocchi e Vittorio Tariciotti) Gianni Morandi
5. Non voglio innamorarmi mai (Claudio Signorini e Giancarlo Bigazzi) Gianni Nazzaro
6. Jesahel (Oscar Prudente e Ivano Fossati) Delirium
7. Montagne verdi (Giancarlo Bigazzi e Gianni Bella) Marcella
8. Piazza grande (Lucio Dalla, Rosalino Cellamare, Gianfranco Baldazzi e Sergio Bardotti) Lucio Dalla
9. Gira l'amore (Caro bebè) (Mario Panzeri e Daniele Pace) Gigliola Cinquetti
10. Ti voglio (Ricky Gianco e Gian Pieretti) Donatello
11. Un diadema di ciliegie (Romano Bertola) Ricchi e Poveri
12. Mediterraneo (Luigi Albertelli e Enrico Riccardi) Milva
13. Se non fosse tra queste mie braccia lo inventerei (Elide Suligoj e Luciano Beretta) Lara Saint Paul
14. Un calcio alla città (Domenico Modugno, Mario Castellacci e Riccardo Pazzaglia) Domenico Modugno

## Halvefinalisten
- Amici mai (Caviri-Cantini) Rita Pavone
- Ci sono giorni (Pallavicini-Donaggio) Pino Donaggio
- Ciao amico ciao (Remigi-Minellono) Aguaviva
- Era bello il mio ragazzo (Guarnieri-Preti) Anna Identici
- Forestiero (Scandolara-Bardotti-Castellari) Michele
- Il mio cuore se ne va (Remigi-Spiker) Carla Bissi
- L'uomo e il cane (Leali-Cantù) Fausto Leali
- La foresta selvaggia (Limiti-Cavallaro) Marisa Sacchetto
- Per amore ricomincerei (Terzi-Salerno-Dammicco) Delia
- Portami via (Mellier-Medini) Angelica
- Preghiera (Tony Cucchiara) Tony Cucchiara
- Rimpianto (Riccardi-Albertelli) Bobby Solo
- Un gatto nel blu (Savio) Roberto Carlos
- Un viaggio in Inghilterra (Gianco-Pieretti) Nuovi Angeli

1951 · 1952 · 1953 · 1954 · 1955 · 1956 · 1957 · 1958 · 1959 · 1960 · 1961 · 1962 · 1963 · 1964 · 1965 · 1966 · 1967 · 1968 · 1969 · 1970 · 1971 · 1972 · 1973 · 1974 · 1975 · 1976 · 1977 · 1978 · 1979 · 1980 · 1981 · 1982 · 1983 · 1984 · 1985 · 1986 · 1987 · 1988 · 1989 · 1990 · 1991 · 1992 · 1993 · 1994 · 1995 · 1996 · 1997 · 1998 · 1999 · 2000 · 2001 · 2002 · 2003 · 2004 · 2005 · 2006 · 2007 · 2008 · 2009 · 2010 · 2011 · 2012 · 2013 · 2014 · 2015 · 2016 · 2017 · 2018 · 2019 · 2020 · 2021 · 2022 · 2023 · 2024 · 2025